# نی نی/فرشته
نی نی/فرشته (به انگلیسی: BB/Ang3l) ششمین آلبوم استودیویی از خوانندهٔ آمریکایی تیناشی می‌باشد که در ۸ سپتامبر سال ۲۰۲۳ از سوی ناشر مستقل او تحت نام تیناشی موزیک و نایس لایف رکوردینگ کامپنی منتشر گردید.